# Wielka Granacka Baszta
Wielka Granacka Baszta (słow. Granátová stena) – turnia o wysokości ok. 2245 m n.p.m. znajdująca się w masywie Granackich Baszt (nieco poniżej Granatów Wielickich) w słowackiej części Tatr Wysokich. Wielka Granacka Baszta leży w zachodnim żebrze Wielkiej Granackiej Turni i jest od niej oddzielona siodłem Wyżniego Granackiego Przechodu, przez który przebiega tzw. Granacka Ławka. Na wierzchołek Wielkiej Granackiej Baszty nie prowadzą żadne znakowane szlaki turystyczne, jej wierzchołek jest dostępny jedynie dla taterników.
Wierzchołek Wielkiej Granackiej Baszty jest najłatwiej dostępny z siodła Wyżniego Granackiego Przechodu. Swoją największą, południowo-zachodnią ścianą opada ona w kierunku Doliny Wielickiej (ok. 300 m wysokości), która to ściana jest równocześnie największą ścianą Granackich Baszt. Podnóże tejże ściany ograniczone jest wylotami Dwoistego i Granackiego Żlebu.
Pierwszego wejścia na Wielką Granacką Basztę dokonali najprawdopodobniej myśliwi. Od dawna znali oni Granacką Ławkę i przełęcze, przez które przechodzi, więc któryś z nich najpewniej osiągnął jej wierzchołek od najłatwiejszej strony.